# 英国病人 (小说)
《英国病人》（英語：The English Patient），為加拿大小說家與詩人麥可·翁達傑（Michael Ondaatje）代表作，1992年出版，曾獲布克獎。
安東尼·明格拉將小說改編成英倫情人，獲得多個奧斯卡獎。

## 資料
- Michael Ondaatje discusses The English Patient （页面存档备份，存于） on the BBC
- The writings of László Almásy （页面存档备份，存于）